# Зофія Коссак-Щуцька
Зофія Коссак-Щуцька (пол. Zofia Kossak-Szczucka; *10 серпня 1889, Космін — †9 квітня 1968, Бельсько-Бяла) — польська письменниця, учасниця польського руху Опору під час Другої світової війни. Співініціаторка організації «Жеґота» (пол. Żegota). Праведниця народів світу. Авторка спогадів про Аушвіц «З безодні: спогади про табір».

## Біографія
Походила з родини родині Коссаків гербу Кос. Донька Тадеуша Коссака і внучка Юліуша Коссака. Дитинство і молодість провела на Любельщині та на Волині.
На початках навчалась удома, згодом у 1906 працювала вчителькою у Варшаві. Навчалась у варшавській школі прекрасних мистецтв та у цій же галузі у Женеві. 1915 року одружилася зі Стефаном Щуцьким, після одруження жила на Волині, тут пережила часи радянсько-української війни. По смерті першого чоловіка у 1921 жила у Ґурках Великих (пол. Górki Wielkie). 1925 року пошлюбила Зиґмунта Шатковського.
У часі Другої світової війни була у Варшаві, проводячи конспіративну та доброчинну діяльність. Була співредакторкою першої підпільної газети Polska Żyje, належала до ініціаторів Жеґоти (пол. Rada Pomocy Żydom).
У серпні 1942 опублікувала свій відомий протест. За цю діяльність після війни одержала медаль Праведника народів світу. У цьому зверненні, що прозвучало в серпні 1942 року, говорилося:
У Варшавському гетто, відокремленому стіною від світу, кілька сот тисяч смертників чекають смерті. У них немає надії на порятунок. До них ніхто не прийде на допомогу. Кількість убитих євреїв перевалила за мільйон, і ця цифра збільшується з кожним днем. Гинуть всі. Багаті і бідні, старці, жінки, чоловіки, молодь, грудні діти … Вони винні лише в тому, що народилися євреями, засудженими Гітлером до знищення. Світ дивиться на ці злочини, найстрашніші з усіх, що бачила історія, і мовчить … Далі не можна терпіти. Той, хто мовчить перед фактом вбивства, той сам стає посібником вбивці. Хто не засуджує — той дозволяє. Тому піднімемо голос ми, поляки-католики. Наші почуття щодо євреїв не зміняться. Ми як і раніше вважаємо їх політичними, економічними та ідейними ворогами Польщі. Більше того, ми віддаємо собі звіт в тому, що вони ненавидять нас більше, ніж німців, що покладають на нас провину за своє нещастя. Чому, на якій підставі, — це залишається таємницею єврейської душі, невпинно підтверджується фактами. Усвідомлення цих почуттів не звільняє нас від обов'язку засудити злочини … У завзятому мовчанні міжнародного єврейського співтовариства, в вивертах німецької пропаганди, яка прагне скинути провину за різанину євреїв на литовців і поляків, ми відчуваємо ворожу для нас акцію.
У 1943 заарештована і відправлена спочатку до варшавської в'язниці Pawiak, де була засуджена на смерть, потім ув'язнена у концтаборі Аушвіц (спогади про концтабір написала у книжці «З безодні: спогади про табір»).
Звільнена у 1944 завдяки старанням підпілля, взяла участь у варшавському повстанні.
У червні 1945 Зофію Коссак викликав Якуб Берман, новий польський міністр внутрішніх справ, єврей. Він настійно порадив їй негайно покинути країну. Це робилося для її захисту: міністр знав, що його уряд буде робити з не-комуністами, і він знав від свого брата, Адольфа Бермана, що Зофія Коссак зробила для збереження життя багатьох євреїв. Так він врятував життя Зофії Коссак. У 1945 скерована з місії Польського Червоного Хреста до Лондону, залишилася на еміграції протягом 12 років, господарюючи з чоловіком на фермі і продовжуючи письменницьку працю.
Після закінчення сталінського періоду і повернення до Польщі у 1957, оселилась знову у Ґурках Великих. Як публіцистка співпрацювала передусім з католицькою пресою. Більшість її історичних повістей набуло популярності серед дітей.
Померла 1968 року у Бєльсько-Бялій.

## Доробок
- 1922 «Пожежа» (пол. Pożoga) — автобіографічна повість.
- 1936 «Зброяр Орбано» (пол. Puszkarz Orbano) — роман заснований на історичних фактах, головним героєм повісті є зброяр Орбано. Книга була перевидана кілька разів.
- 1939 «Теребовля» (пол. Trembowla) — історична повість, творі розповідається про оборону Теребовлі 1675 року та героїню тих подій — Анну Дороту (Зофію) Хшановську.